# Vandrimare
Vandrimare és un municipi francès situat al departament de l'Eure i a la regió de Normandia. L'any 2007 tenia 1.014 habitants.

## Demografia

### Població
El 2007 la població de fet de Vandrimare era de 1.014 persones. Hi havia 346 famílies de les quals 47 eren unipersonals (31 homes vivint sols i 16 dones vivint soles), 114 parelles sense fills, 173 parelles amb fills i 12 famílies monoparentals amb fills.
La població ha evolucionat segons el següent gràfic:
Habitants censats

### Habitatges
El 2007 hi havia 377 habitatges, 347 eren l'habitatge principal de la família, 17 eren segones residències i 13 estaven desocupats. 369 eren cases i 1 era un apartament. Dels 347 habitatges principals, 300 estaven ocupats pels seus propietaris, 42 estaven llogats i ocupats pels llogaters i 5 estaven cedits a títol gratuït; 6 tenien dues cambres, 30 en tenien tres, 88 en tenien quatre i 222 en tenien cinc o més. 292 habitatges disposaven pel capbaix d'una plaça de pàrquing. A 112 habitatges hi havia un automòbil i a 218 n'hi havia dos o més.

### Piràmide de població
La piràmide de població per edats i sexe el 2009 era:
| Homes | Edats   | Dones |
| ----- | ------- | ----- |
| 0     | 95 o +  | 0     |
| 0     | 90 a 94 | 4     |
| 4     | 85 a 89 | 4     |
| 0     | 80 a 84 | 4     |
| 0     | 75 a 79 | 0     |
| 16    | 70 a 74 | 4     |
| 24    | 65 a 69 | 32    |
| 28    | 60 a 64 | 8     |
| 20    | 55 a 59 | 32    |
| 28    | 50 a 54 | 24    |
| 40    | 45 a 49 | 16    |
| 20    | 40 a 44 | 44    |
| 36    | 35 a 39 | 44    |
| 44    | 30 a 34 | 36    |
| 16    | 25 a 29 | 24    |
| 24    | 20 a 24 | 12    |
| 24    | 15 a 19 | 24    |
| 36    | 10 a 14 | 52    |
| 40    | 5 a 9   | 36    |
| 40    | 0 a 4   | 36    |

## Economia
El 2007 la població en edat de treballar era de 677 persones, 512 eren actives i 165 eren inactives. De les 512 persones actives 472 estaven ocupades (264 homes i 208 dones) i 40 estaven aturades (14 homes i 26 dones). De les 165 persones inactives 62 estaven jubilades, 57 estaven estudiant i 46 estaven classificades com a «altres inactius».

### Ingressos
El 2009 a Vandrimare hi havia 346 unitats fiscals que integraven 1.006,5 persones, la mediana anual d'ingressos fiscals per persona era de 19.066 €.

### Activitats econòmiques
Dels 8 establiments que hi havia el 2007, 1 era d'una empresa de fabricació d'altres productes industrials, 1 d'una empresa de construcció, 5 d'empreses de comerç i reparació d'automòbils i 1 d'una empresa d'hostatgeria i restauració.
Dels 3 establiments de servei als particulars que hi havia el 2009, 1 era un taller de reparació d'automòbils i de material agrícola, 1 guixaire pintor i 1 lampisteria.
L'únic establiment comercial que hi havia el 2009 era una botiga d'equipament de la llar.
L'any 2000 a Vandrimare hi havia 8 explotacions agrícoles que ocupaven un total de 288 hectàrees.

## Equipaments sanitaris i escolars
El 2009 hi havia una escola elemental integrada dins d'un grup escolar amb les comunes properes formant una escola dispersa.

## Poblacions més properes
El següent diagrama mostra les poblacions més properes.